# Giuseppe Prezzolini

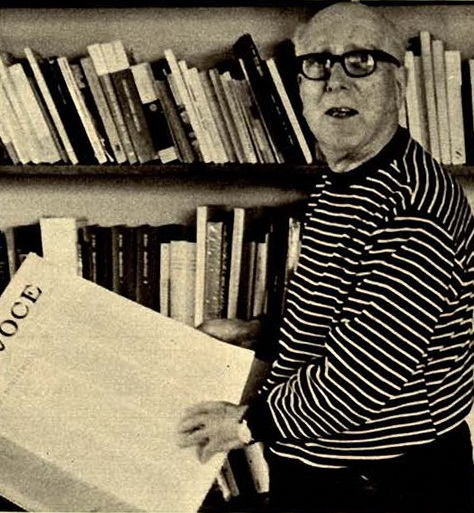
Giuseppe Prezzolini, 1975.

Giuseppe Prezzolini (* 27. Januar 1882 in Perugia; † 14. Juli 1982 in Lugano) war ein italienischer Journalist, Schriftsteller und Verleger.

## Leben und Werk
Prezzolini wurde in Perugia als Sohn eines Präfekten geboren. Bedingt durch den Beruf seines Vaters zog die Familie in seiner Jugend oft um. Prezzolinis Mutter verstarb noch in seiner Kindheit.
Prezzolini war ein Autodidakt. Bereits im Alter von 21 Jahren begann er seine journalistische Arbeit und gründete 1903 zusammen mit Giovanni Papini in Florenz die Zeitschrift Leonardo und arbeitete bis 1905 auch in Enrico Corradini nationalistischer Zeitschrift Il Regno. In ersterer war er (unter dem Pseudonym Giuliano il Sofista) Vorkämpfer einer „antirationalistischen und mystischen Philosophie“, in letztere unterstützte er die nationalistische Bewegung und insbesondere die Rechte des Bürgertums gegen den Sozialismus. Gegen 1908 näherte er sich den idealistischen Ideen Benedetto Croces und entwickelte Sympathien für den gewerkschaftlichen Sozialismus. Aus dieser neuen Ausrichtung heraus gründete er 1908 die Wochenzeitschrift La Voce, die – auch dank vieler berühmter Autoren wie Croce, Giovanni Amendola, Gaetano Salvemini, Emilio Cecchi, Romolo Murri, Luigi Einaudi  – mit Artikeln über Literatur, Politik und Gesellschaft einige Bedeutung erlangte, und die er mit einer Unterbrechung bis 1914 leitete.
Während des Ersten Weltkriegs diente er im italienischen Heer zum Schluss als Kapitän und nahm an den Kämpfen des Jahres 1918 um den Monte Grappa teil. 1929 zog er in die USA und unterrichtete an der Columbia University in New York City, wo er 1930–1940 Direktor der Italian Academy (Casa Italiana) war und 1940 auch die amerikanische Staatsbürgerschaft annahm. Nach 25-jährigem Auslandsaufenthalt kehrte er wieder zurück nach Italien, an die Amalfiküste.
Prezzolini schrieb über 50 Bücher und gab mehr als 70 Anthologien heraus.
In späteren Jahren arbeitete er für die Bologneser Zeitung Il Resto del Carlino und zog 1968 nach Lugano im Schweizer Tessin. Dort starb er 1982 im Alter von hundert Jahren.

## Würdigung
Prezzolini war intensiv an den kulturellen und politischen Debatten im Italien des frühen 20. Jahrhunderts beteiligt und es wird seine „funkelnde Prosa“ gelobt. Während ihm zeitweise Sympathien für den Faschismus vorgeworfen wurden (was er bestritt) werden, wird als sein herausstechendstes Merkmal der „Non-Konformismus“ bezeichnet. Er näherte sich zeitweise den Strömungen des Pragmatismus, des katholischen Modernismus und vor allem der des Idealismus Croces und landete später bei einem „ernüchterten Konservatismus“.
Sein Wirken in den USA trug dort zu einer größeren Wertschätzung der italienischen Literatur, Philosophie und Kultur bei und war insbesondere auch für die Amerikaner italienischer Abstammung von Bedeutung.
Wegen seiner Parteinahme für Benito Mussolini und seiner Mitgliedschaft in der faschistischen Partei war Prezzolini umstritten.
1971 wurde ihm der Verdienstorden der Italienischen Republik verliehen. 1982 erhielt er (rückwirkend für das Jahr 1973) die „Penna d'Oro“.

## Publikationen (Auswahl)
- La cultura italiana (mit Giovanni Papini). Soc. An. Editrice „La Voce“, Florenz 1906.
- L'arte di persuadere, 1907.
- Cos'è il modernismo?, 1908.
- La teoria sindacalista, 1909.
- Benedetto Croce. Ricciardi, Neapel 1909.
- Vecchio e nuovo nazionalismo, (mit G. Papini), 1914.
- Dopo Caporetto. La Voce, Rom 1919.
- Vittorio Veneto. La Voce, Rom 1920.
- Codice della vita italiana, 1921.
- Fascismo e Futurismo, 1923 (englische Übersetzung: G. Prezzolini: Fascism and Futurism. In: Lawrence Rainey, Christine Poggi und Laura Wittman (Hrsg.): Futurism. An Anthology. Yale University Press, New Haven und London 2009, ISBN 978-0-300-08875-5 (englisch, Fascism and Futurism (Memento vom 23. Januar 2017 im Internet Archive) [PDF; abgerufen am 23. Januar 2017]).)
- Benito Mussolini. Formiggini, Rom 1924.
- Mi pare... Edizioni Delta, Fiume 1925.
- Giovanni Amendola. Formiggini, Rom 1925.
- Vita di Nicolò Machiavelli fiorentino, 1927.
- Das Leben Nicolò Machiavellis. Das Arsenal, 1989, ISBN 978-3-921810-49-1.

In den USA veröffentlicht
- Come gli Americani scoprirono l'Italia. 1750–1850, 1933;
- L'italiano inutile, 1954;
- Saper leggere, 1956;
- Tutta l'America, 1958;
- The Legacy of Italy, 1948 (in Italien erschienen als L'Italia finisce, ecco quel che resta. Vallecchi, 1958).

Nach Prezzolinis Rückkehr nach Italien veröffentlicht
- Ideario, 1967;
- Dio è un rischio, 1969;

Nach Umzug in die Schweiz veröffentlicht
- Manifesto dei conservatori. Rusconi, Mailand 1972.
- Amendola e «La Voce». Sansoni, Florenz 1973.
- La Voce, 1908–1913. Cronaca, antologia e fortuna di una rivista. Rusconi, Mailand 1974.
- Storia tascabile della letteratura italiana. Pan, Mailand 1976.
- Sul fascismo. 1915–1975. Pan, Mailand 1977.
- Prezzolini alla finestra. Pan, Mailand 1977.

Autobiographie und Briefwechsel
- Storia di un'amicizia. Briefwechsel mit Giovanni Papini. 2 Bände. 1966–1968.
- Giovanni Boine: Carteggio. Band I: Giovanni Boine – Giuseppe Prezzolini (1908–1915). 1971, S. xviii-262.
- Giuseppe De Luca, Giuseppe Prezzolini: Carteggio (1925–1962). 1975.
- Mario Richter (Hrsg.): Carteggio Giuseppe Prezzolini, Ardengo Soffici. 1: 1907–1918. Edizioni di Storia e Letteratura, Rom 1977.
- Mario Richter und Maria Emanuela Raffi (Hrsg.): Carteggio Giuseppe Prezzolini, Ardengo Soffici. 2: 1920–1964. Edizioni di Storia e Letteratura, Rom 1982.
- Mit Benedetto Croce: Carteggio 1904–1945. 1990.
- Giuseppe Prezzolini, Mario Missiroli: Carteggio (1906–1974). Herausgegeben und mit einer Einführung versehen von Alfonso Botti, Edizioni di Storia e Letteratura, Dipartimento dell’Istruzione e cultura del Cantone Ticino, Rom / Lugano 1992, S. XL-472.
- Antonio Baldini, Giuseppe Prezzolini: Carteggio 1912–1962. 1993, S. xxii-150.
- Piero Marrucchi, Giuseppe Prezzolini: Carteggio 1902–1918. 1997, S. xxvi-250.
- G. Prezzolini und Giovanni Gentile: Carteggio 1908-1940. Storia E Letteratura, 2006, ISBN 978-88-8498-233-9 (italienisch).
- Giovanni Angelo Abbo, Giuseppe Prezzolini: Carteggio 1956–1982. 2000, S. xii-236.
- Diario, 1900–1941. Rusconi, Mailand 1978.
- Diario, 1942–1968. Rusconi, Mailand 1980.

Posthume Veröffentlichungen
- Vita di Niccolò Machiavelli fiorentino. Rusconi, Mailand 1994, ISBN 88-18-70087-1.
- Intervista sulla Destra. Mondadori, Mailand 1994, ISBN 88-04-38724-6.
- Diario, 1968–1982. Rusconi, Mailand 1999.
- Codice della vita italiana. Robin, 2003, ISBN 88-7371-022-0.
- M. Attucci, L. Corsetti (Hrsg.): Addio a Papini. Mit Ardengo Soffici. Associazione Culturale Ardengo Soffici-Pentalinea, Poggio a Caiano-Prato 2006, ISBN 88-86855-41-9.